# Dioscore fulgurata
Dioscore fulgurata är en fjärilsart som beskrevs av W. Warren 1897. Dioscore fulgurata ingår i släktet Dioscore och familjen mätare. Inga underarter finns listade i Catalogue of Life.